# Bisdom Mbujimayi
Het bisdom Mbuji(-)mayi (Latijn: Dioecesis Mbugimayensis) is een rooms-katholiek bisdom in Congo-Kinshasa met als zetel Mbuji-Mayi (Kasaï Oriental). Het is een suffragaan bisdom van het aartsbisdom Kananga en werd opgericht in 1966. Het omvat de administratieve regio's Cilenge, Katanda, Ngandajika, Kamiji, Miabi, Lupatapata en Kabeya-Kamwanga en grenst aan het aartsbisdom Kananga en het bisdom Kabinda.
In 1963 werd binnen het aartsbisdom Luluaburg een apostolische administratie voor Mbuji-Mayi opgericht. In 1966 werd Mbuji-Mayi een bisdom en de eerste bisschop was Joseph Ngogi Nkongolo. Als patroonheilige werd gekozen voor Onze-Lieve-Vrouw van de Hoop.
In 2016 telde het bisdom 93 parochies. Het bisdom heeft een oppervlakte van 15.285 km2 en telde in 2016 5.044.000 inwoners waarvan 54,2% rooms-katholiek was. 

## Bisschoppen
- Joseph Ngogi Nkongolo (1966-1991)
- Tharcisse Tshibangu Tshishiku (1991-2009)
- Bernard Emmanuel Kasanda Mulenga (2009 - )